# Дзораванк
Дзораванк (арм. Ձորավանք, до 1991 года — Каракая) — село в Гехаркуникской области Армении.

## География
Село расположено в северной части марза, на левом берегу реки Гетик, при автодороге , на расстоянии 99 километров к северо-востоку от города Гавар, административного центра области. Абсолютная высота — 1160 метров над уровнем моря.

### Климат
Климат характеризуется как умеренно холодный, влажный (Dfb в классификации климатов Кёппена). Среднегодовая температура воздуха составляет +6,3 °C. Средняя температура самого холодного месяца (января) составляет −4,4 °С, самого жаркого месяца (августа) — +17,2 °С. Расчётная многолетняя норма атмосферных осадков — 867 мм. Наибольшее количество осадков выпадает в мае (148 мм).

## Население
Численность постоянного населения по состоянию на 1 января 2024 года составляла 143 человека.
| Год переписи | Население          | Население          | Население          | Население            | Население            | Население            |
| Год переписи | Наличное население | Наличное население | Наличное население | Постоянное население | Постоянное население | Постоянное население |
| Год переписи | Всего              | Мужчины            | Женщины            | Всего                | Мужчины              | Женщины              |
| ------------ | ------------------ | ------------------ | ------------------ | -------------------- | -------------------- | -------------------- |
| 2001         | 222                | 106                | 116                | 223                  | 106                  | 117                  |
| 2011         | 161                | 72                 | 89                 | 176                  | 79                   | 97                   |

| Год  | Численность | Численность |
| ---- | ----------- | ----------- |
| 1897 | 215         | [ 8 ]       |
| 1926 | 169         | [ 8 ]       |
| 1939 | 242         | [ 8 ]       |
| 1959 | 365         | [ 8 ]       |
| 1970 | 425         | [ 8 ]       |
| 1979 | 335         | [ 8 ]       |
| 1989 | 112         | [ 8 ]       |
| 2001 | 223         | [ 8 ]       |
| 2011 | 176         | [ 9 ]       |